# Zigfrīds Meierovics
Zigfrīds Anna Meierovics (ur. 5 lutego 1887 w Durbe w Kurlandii, zm. 22 sierpnia 1925 roku w Tukumie) – łotewski polityk, pierwszy minister spraw zagranicznych Łotwy i szef jej rządu w latach 1921–1924. 

## Życiorys
Urodził się w rodzinie żydowskiego lekarza i łotewskiej pani domu. Jako że matka zmarła w dwa dni po urodzeniu chłopca, a ojciec cierpiał na chorobę psychiczną, przez okres dzieciństwa opiekował się nim mieszkający w Sibile wuj. Ukończył gimnazjum miejskie w Tukumie (1905), by podjąć naukę w ryskiej szkole handlowej. Od 1907 do 1911 studiował na tamtejszej Politechnice. 
W 1918 został członkiem Tymczasowej Łotewskiej Rady Narodowej (Latvijas Pagaidu Nacionala Padome), z jej ramienia ubiegał się w Londynie o uznanie młodej republiki przez Wielką Brytanię, co nastąpiło de facto 11 listopada 1918. 
U progu niepodległości był członkiem pierwszego Sejmu Republiki. 19 listopada 1918 – w dzień po formalnym ogłoszeniu niepodległości przez Łotwę – został mianowany ministrem spraw zagranicznych. Funkcję sprawował do stycznia 1925. Do jego osiągnięć dyplomatycznych należy zaliczyć uznanie Łotwy de iure przez mocarstwa i przyjęcie jej do Ligi Narodów, traktaty pokojowe z Niemcami i Rosją Sowiecką w 1920, przygotowanie sojuszu obronnego z Estonią oraz poprawne ułożenie stosunków z Polską. 
Dwukrotnie pełnił urząd premiera Łotwy: pierwszy raz od 19 czerwca 1921 do 26 stycznia 1923, następnie od 28 czerwca 1923 do 26 stycznia 1924. Zginął tragicznie w katastrofie samochodowej w pobliżu Tukumy w wieku 38 lat. 
Odznaczony licznymi odznaczeniami (łotewskim, francuskim, estońskim, polskim i watykańskim) między innymi: Orderem Trzech Gwiazd 1 klasy, Orderem Pogromcy Niedźwiedzia, Krzyżem Wielkim Orderu Odrodzenia Polski, francuską Legią Honorową i Krzyżem Wojennym. W 2010 była redaktor naczelna pisma "Diena" Sarmīte Ēlerte poinformowała o planach powołania do życia Towarzystwa na rzecz Postępowych Przemian im. Zigfrīdsa Meierovicsa (łot. «Meierovica biedrība par progresīvām pārmaiņām»).